# SM Caen
Stade Malherbe de Caen är en fransk fotbollsklubb från Caen, Normandie. Hemmamatcherna spelas på Stade Michel d'Ornano.

## Historia
Caen blev säsongen 2018/2019 nedflyttade till Ligue 2.